# Верная, Александра Дмитриевна
Александра Дмитриевна Верная (до 2020 — Оганезова; род. 12 мая 1998, Одинцово, Московская область) — российская волейболистка, либеро. Мастер спорта России.

## Биография
Начала заниматься волейболом в Одинцовской СШОР у тренера Е.Е.Романенко. В 2013—2018 выступала за фарм-команду подмосковного «Заречье-Одинцово», с которой в 2017 стала призёром чемпионата и Кубка Молодёжной лиги. В 2017 дебютировала в основном составе подмосковного клуба в суперлиге чемпионата России. В 2018—2019 играла за череповецкую «Северянку», а в 2019—2021 — за челябинский «Динамо-Метар». После годичной паузы в игровой карьере в 2022 вернулась в «Заречье-Одинцово».
В 2015 выступала за юниорскую, а в 2016—2017 — за молодёжную сборные России. Чемпионка Европы среди девушек 2015, участница Европейского юношеского олимпийского фестиваля 2015 и чемпионата мира среди девушек 2015, чемпионка Европы среди молодёжных команд 2016, серебряный призёр молодёжного чемпионата мира 2017.

### Клубная карьера
- 2013—2018 —  «Заречье-Одинцово»-2/«Подмосковье» (Московская область) — молодёжная лига;
- 2017—2018 —  «Заречье-Одинцово» (Московская область) — суперлига;
- 2018—2019 —  «Северянка» (Череповец) — высшая лига «А»;
- 2019—2021 —  «Динамо-Метар» (Челябинск) — суперлига;
- 2022—2024 —  «Заречье-Одинцово» (Московская область) — суперлига;
- с 2024 —  «Атом-Курск» (Курск) — высшая лига «А».

## Достижения

### Клубные
- бронзовый призёр Молодёжной лиги чемпионата России 2017.
- серебряный призёр розыгрыша Кубка Молодёжной лиги 2017.
- серебряный призёр чемпионата России среди команд высшей лиги «А» 2019.

### Со сборными России
- серебряный призёр чемпионата мира среди молодёжных команд 2017.
- чемпионка Европы среди молодёжных команд 2016.
- чемпионка Европы среди девушек 2015.

## Семья
2 июня 2020 года вышла замуж за волейболиста ВК «Югра-Самотлор» Ярослава Верного.